# 레드넥

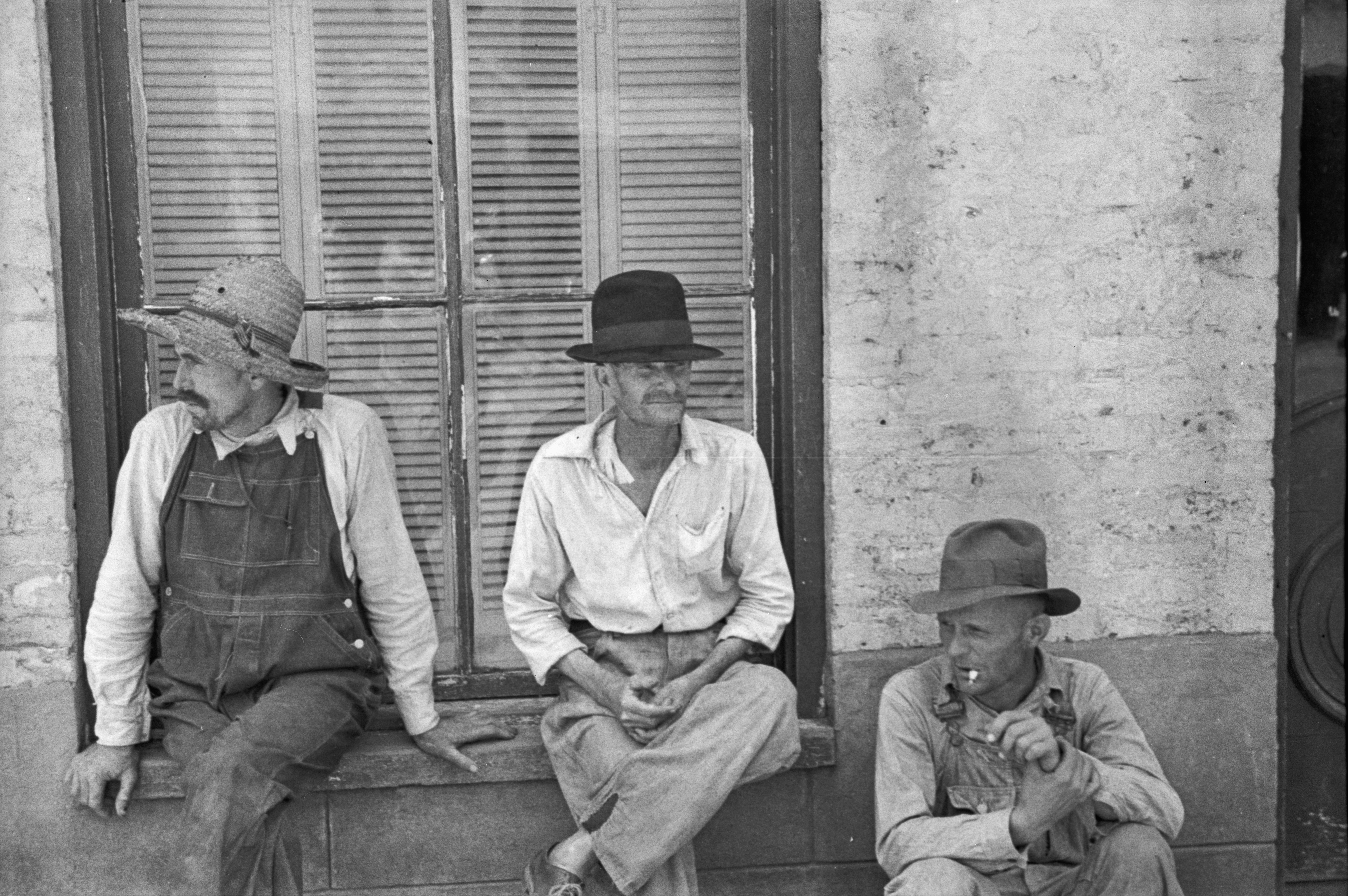

레드넥(redneck)은 미국의 비하 단어 중 하나로 미국 남부의 강경 보수적 성향을 보이는 가난하고 교육수준이 낮은 백인 농촌민을 비하하는 단어이다.

## 같이 보기
- 미국 남부의 문화
- 화이트 트래시